# Lokovica, Šoštanj
Lokovica este o localitate din comuna Šoštanj, Slovenia, cu o populație de 850 de locuitori.